# Orson Pratt
Orson Pratt (Hartford, 19 settembre 1811 – Salt Lake City, 3 ottobre 1881) è stato un presbitero statunitense.
Era un leader del movimento dei Mormoni e uno dei primi membri del Quorum dei Dodici. Nasce a Hartford (New York), USA, figlio di Jared e Charity Dickenson Pratt.
Orson Pratt morì a causa delle complicazioni causate dal diabete il 3 ottobre 1881, era l'ultimo membro sopravvissuto del Concilio dei dodici.

## Appartenenza alla Chiesa e servizio
Orson Pratt era il fratello minore di Parley P. Pratt, che lo iniziò alla Chiesa dei santi degli ultimi giorni e lo battezzò il giorno del suo diciannovesimo compleanno, il 19 settembre 1830 a Canaan. Pratt fu ordinato Anziano pochi mesi dopo, il 26 aprile 1831, dal Profeta Joseph Smith e subito si incamminò verso Colesville (New York), la sua prima missione. Questa fu la prima di una serie di missioni che portarono Orson a New York, Ohio, Missouri, e negli Stati ad est. Il 2 febbraio 1832 fu ordinato Sommo sacerdote da Sidney Rigdon e come Sommo sacerdote continuò le sue missioni, predicando in Pennsylvania, New York, New Jersey, Vermont, New Hampshire, Connecticut, e Massachusetts.
Orson Pratt era uno dei membri originari del Quorum dei Dodici (o Consiglio dei dodici apostoli) sotto Joseph Smith. Fu ordinato in questa posizione il 26 aprile 1835. Servì come membro della missione dei dodici apostoli nelle Isole Britanniche dal 1839 al 1841. Contribuì alla missione predicando in Scozia, e scrivendo un breve trattato missionario, An Interesting Account of Several Remarkable Visions. Questo scritto contiene la prima versione scritta conosciuta del resoconto della Prima Visione di Joseph Smith e inoltre contiene materiale simile a quello che verrà pubblicato in seguito come Articoli di Fede.
Nel 1841 tornò in America, dove Pratt trovò i membri della Chiesa in discussione su diverse questioni. Voci e gossip erano diffuse a Nauvoo (Illinois) e Pratt trovò difficile da accettare il principio religioso della poligamia. Litigò con Smith quando scoprì che aveva tentato di sedurre sua moglie, Sarah Pratt. Pratt fu processato e scomunicato il 20 agosto 1842. Alcuni mesi dopo, si riconciliò con Smith e fu ribattezzato. Pratt fu reinserito nel Quorum dei dodici il 20 gennaio 1843.

### Missioni in Britannia
Dopo essersi stabilito con i Pionieri mormoni nell'ovest degli Stati Uniti, Pratt fu richiamato in Europa come amministratore delle missioni tra il 1848 al 1851. Nel 1850, come presidente di missione della Missione in Britannia, Pratt parlò ai suoi missionari: "ogni anima in Britannia dovrà sentire i gospel quest'anno". Anche se l'obiettivo non fu raggiunto, alla fine dell'anno i membri della chiesa erano raddoppiati in Gran Bretagna rispetto agli Stati Uniti.
Mentre presiedeva questa missione, Pratt ricevette un volantino da Lorenzo Snow intitolato The Voice of Joseph ("La voce di Giuseppe") che Snow voleva tradurre in francese per aumentare i suoi sforzi nella missione nel nord Italia. Pratt contattò delle persone a Parigi per fare questa traduzione.

### L'apertura della missione in Austria
Nel 1865, Pratt fu uno dei primi missionari mormoni a lavorare in Austria. Viaggiando con William W. Ritter, rimase lì per nove mesi, ma non battezzò nessuno. I missionari furono espulsi dal governo austriaco.

## Migrazione a ovest
Pratt era un membro della compagnia di pionieri di Young, la "Vanguard Company", che attraversò le pianure per trovare un posto per una colonia. I suoi giornali di viaggio sono un'importante risorsa storica dei mormoni. Mentre il gruppo percorreva il suo viaggio dal Missouri allo Utah, Pratt era l'osservatore scientifico della compagnia. Fece letture periodiche con gli strumenti scientifici, prendendo nota delle formazioni geologiche e delle risorse minerarie e registrò le informazioni sulle piante e gli animali. Descrisse la neve il 7 giugno sul Laramie Peak, e annotò che una roccia trovata il 10 giugno, ... potrebbe essere un'eccellente macina, essendo di roccia arenaria a grana fine (May, p. 57)
Come matematico, Pratt aiutò lo scrivano William Clayton nel design e nell'invenzione di una versione del moderno odometro. Destinato a calcolare la distanza percorsa ogni giorno, l'invenzione consisteva in un insieme di ruote dentate di legno attaccate al mozzo di una ruota del carro, con un meccanismo che "contava" le rivoluzioni della ruota. L'apparato, chiamato roadmeter ("metro della strada") fu costruito dal carpentiere Appleton Milo Harmon, e fu usato per la prima volta il 12 maggio 1847
Con Erastus Snow, Pratt entrò la Salt Lake Valley il 21 luglio 1847, tre giorni prima della Vanguard Company. Alcuni giorni dopo, disse il primo sermone nella Salt Lake Valley e dedicò la valle al Signore.

## Famiglie e mogli
Orson Pratt ebbe dieci mogli. All'età di 57 anni Pratt sposò una ragazza di sedici anni, la sua decima moglie Margaret Graham, più giovane della sua stessa figlia Celestia. A causa di ciò, la sua prima moglie Sarah Pratt criticò duramente le poligamia in un'intervista rilasciata nel 1877, 
 Pratt e tutte le sue mogli e figli hanno lottato con la povertà.

### 1842 scandalo sulla poligamia e relazione con Sarah Pratt
Nel 1886, la moglie di Orson Sarah Pratt affermò in un'intervista, mentre a Nauvoo (Illinois), Joseph Smith, Jr. era attratto da lei e intendeva renderla "una delle sue mogli spirituali", mentre Orson era in Inghilterra per il servizio missionario. Alla proposta di Smith, Sarah rispose: "Sono chiamata a rompere il patto del matrimonio ... con il mio legittimo marito! Non potrei mai. Non mi interessano i desideri di Joseph, e non credo in tali rivelazioni, né acconsentirò in qualsiasi circostanza. Io ho un buon marito, e questo per me è abbastanza." La signora Pratt diede un ultimatum a Smith: "Joseph, se tenterai di fare ancora una cosa del genere a me, lo racconterò al signor Pratt al suo ritorno a casa. Dipende de te,Io certamente lo farò," un avvertimento che suscitò la minaccia di Smith, "Sorella Pratt, spero che tu non riveli le mie intenzioni; se devo soffrire, tutti soffriranno; quindi non raccontare quello che è successo. … Se ne farai parola, rovinerò la tua reputazione, ricorda questo." Quando il marito Orson tornò dall'Inghilterra, Sarah dichiarò che si verificò un incidente in casa sua tra lei e Smith, e "Sarah ordinò al Profeta di uscire da casa sua, e il Profeta usò un linguaggio osceno con lei dichiarando di aver trovato Bennett a letto con lei," secondo la vicina di casa dei Pratt, Mary Ettie V. Smith. Sarah parlò al marito dell'incidente; Orson prese le parti di Sarah e si scontrò con Smith, che negò le asserzioni di Sarah e rispose che lei era l'amante di Bennett. Ne risultò l'allontanamento tra Smith e Orson, che preferì credere a Sarah piuttosto che alle smentite di Joseph, e portò Smith ad ammonire il suo discepolo che "se [Orson] dovesse credere a sua moglie e seguire le sue suggestioni andrà all'inferno. Tuttavia, nel quotidiano mormone locale, Sarah Pratt fu accusata di avere una relazione adulterina, non con Smith, ma con Benett, e furono pubblicate numerose dichiarazioni giurate nel giornali locali di Nauvoo, tra cui quelle dei leader del consiglio della chiesa come Jacob B. Backenstos, un parente dello sceriffo di Contea di Hancock. Van Wagoner respinse le accuse di adulterio contro Sarah Pratt come "altamente improbabili" e che la dichiarazione giurata di Backenstos in cui diceva che la relazione tra Bennet e Sarah sarebbe continuata anche dopo il ritorno di Orson dall'Inghilterra doveva "essere considerata una diffamazione."
Orson Pratt si separò dalla chiesa e da Smith. Wilford Woodruff dichiarò che "il Dott. John Cook Bennett fu la rovina di Orson Pratt". Van Wagoner e Walker notano che, il 20 agosto 1842, "dopo quattro giorni si inutili sforzi di riconciliazione, i Dodici scomunicarono Pratt per 'insubordinazione' e Sarah per 'adulterio'".
Orson presto fece pace con la chiesa e denuncio Bennett. Van Wagoner cita una lettera scritta dal fratello di Orson, Parley P. Pratt: "Fratello Orson Pratt è nella chiesa e sempre lo è stato & ha la fiducia di Joseph Smith e di tutti gli uomini che l'hanno conosciuto…Come per Bennett o per il suo libro [The History of the Saints, 1842] considero una colpa farne parola. È deplorevole & sarebbe una vergogna per la società dell'inferno e del Diavolo…Il suo scopo era la vendetta su coloro che hanno scoperto la sua iniquità.
Orson scrisse un postscript alla lettera di suo fratello: "J.C. Bennett ha pubblicato bugie su di me & sulla mia famiglia & sulle persone a me care".

### Lista delle mogli e dei figli
- Sarah Marinda Bates
  - Orson Pratt, Jr.
    - Declinò il servizio militare con Brigham Young perché "Ti informo dei cambiamenti che ho fatto dal punto di vista religioso."[14]
    - Dichiarò ai funzionari della chiesa mormone, "Fui fatto Alto Consigliere, sebbene fossi un non credente, come ora … Riguardo al mio destino … Ho risolto, non accetterò nulla che la mia coscienza non vuole ricevere. … Sono arrivato alla conclusione che Joseph Smith non è stato inviato da Dio per fare questo lavoro, e io non posso aiutarlo, d'altra parte non posso credere, anche se sapevo che dopo avrei sofferto per questo.."[15]
    - Scomunicato, 18 settembre 1863

  - Lydia Pratt
  - Celestia Larissa Pratt
  - Sarah Marinda Pratt
  - Vanson Pratt
  - Laron Pratt
  - Marlon Pratt
  - Marintha Althera Pratt
  - Harmel Pratt
  - Arthur Pratt
    - Vice U.S. marshall
    - Disse ad un giornalista nel 1882 perché lui non fosse un mormone: "Sono il figlio della prima moglie di mio padre, e ho avuto una madre che mi ha spiegato il marcio del sistema."[16]
    - Scomunicato per apostasia il 5 ottobre 1874[16]

  - Herma Ethna Pratt
  - Liola Menella Pratt
- Charlatte Bishop
- Adelia Ann Bishop
  - Lucy Adelia Bishop Pratt
  - Elzina Bishop Pratt
  - Lorum Bishop Pratt
  - Lorus Bishop Pratt
  - Eltha Bishop Pratt
  - Orthena Bishop Pratt
- Mary Ann Merrill
  - Milando Merrill Pratt
  - Vianna Merrill Pratt
  - Oradine Merrill Pratt
  - Lathilla Merrill Pratt
  - Valton Merrill Pratt
- Louisa Chandler
- Marian Ross
  - Marian Agnes Ross Pratt
  - Larinda Marissa Ross Pratt
  - Milson Ross Pratt
  - Irintha Pratt
  - Ray Ross Pratt
  - Ruby Ross Pratt
- Sarah Louisa Lewis
  - Willow Lewis Pratt
- Juliaet Ann Phelps
  - Alva Phelps Pratt
  - Clomenia Phelps Pratt
  - Ortherus Phelps Pratt
  - Margaret Phelps Pratt
  - Rella Phelps Pratt
  - Neva Phelps Pratt
  - Julius Phelps Pratt
- Eliza Crooks
  - Levius Crooks Pratt
  - Dora Crooks Pratt
  - Jarad Crooks Pratt
  - Onthew Crooks Pratt
  - Samuel Crooks Pratt
- Margaret Graham
  - Orlon Graham Pratt
  - Pearl Graham Pratt
  - Royal Graham Pratt

## Scrittore, storico e filosofo
Mentre era in Illinois, Pratt era docente all'Università di Nauvoo. Nello Utah, le particolari capacità di Pratt nell'analisi e nella scrittura convinsero Young a dargli il compito di scrivere sermoni e opuscoli in accordo con i credo della chiesa mormone. Scrisse sedici opuscoli in difesa delle dottrine della chiesa, descrivendo il lavoro di Joseph Smith, Jr. e del fratello Parley Pratt. Questi lavori includono Divine Authority, or the Question, Was Joseph Smith Sent of God? del 1848 e Divine Authenticity of the Book of Mormon del 1850 e 1851. Anche se questo materiale fu usato principalmente in campo missionario, Pratt fu anche un predicatore riguardo alla poligamia. Ad una particolare conferenza missionaria a Salt Lake City nell'agosto 1852, Pratt predicò pubblicamente un sermone che annunciava la dottrina della poligamia. Successivamente pubblicò un estratto in difesa della pratica nel periodico The Seer, che è considerata la difesa più completa di questa dottrina mormone durante questo periodo. Orson Pratt come parte del sistema della Teologia Mormone abbracciò la dottrina filosofica dell'Ilozoismo. Pratt stesso praticò la poligamia, ebbe sette mogli e quarantacinque figli.
Tuttavia, il punto di vista di Pratt ha subito delle polemiche. Nel 1865, una maggioranza della Prima Presidenza e del Quorum dei Dodici Apostoli della chiesa mormone condannò ufficialmente alcuni scritti dottrinali di Pratt, includendo alcuno articolo dal The Seer:
(Prima Presidenza)
Pratt lavorò come storico ecclesiastico dal 1874 fino alla sua morte. Curò molti periodici della chiesa e aiutò edizioni diverse del Libro dei Mormoni e Dottrina e Alleanze in vari formati, fornendo riferimenti incrociati.

### Pubblicazioni scientifiche
Pratt è noto anche come matematico esperto, e possedeva un forte interesse per l'astronomia. Egli offrì lezioni di scienza basata su questi argomenti durante i suoi primi interventi nello Utah, e pubblicò due libri. New and Easy Method of Solution of the Cubic and Biquadratic Equations pubblicato nel 1866, e Key to the Universe pubblicato nel 1879.